# Maria Elisabet de Saxònia
Maria Elisabet de Saxònia (en alemany Maria Elisabeth von Sachsen) va néixer a Dresden (Alemanya) el 22 de novembre de 1610 i va morir a Husum el 24 de juny de 1684. Era una noble alemanya, princesa de la casa de Wettin, filla de l'elector Joan Jordi I de Saxònia (1585-1656) i de Magdalena Sibil·la de Prússia.
Per raó del seu casament va esdevenir duquessa de Holstein-Gottorp. Un casament propiciat, en el marc de la política d'aliances, per la reina Sofia de Dinamarca i per la princesa Hedwig de Saxònia. Com a part del dot se li atorgà diverses pintures de Lucas Cranach el Vell.
Després de la mort del seu marit es va retirar al palau de Husum, des d'on va exercir de mecenes de l'art i de la cultura.

## Matrimoni i fills
El 21 de febrer de 1630 es va casar a Dresden amb Frederic III de Schleswig-Holstein-Gottorp (1597-1659), fill del duc Joan Adolf (1575-1616) i de la princesa Augusta de Dinamarca (1580-1639). Fruit d'aquest matrimoni nasqueren:
- Sofia Augusta (1630-1680), casada amb Joan VI d'Anhalt-Zerbst (1621-1667).
- Magdalena Sibil·la (1631-1719), casada amb Gustau Adolf de Mecklenburg-Güstrow (1633-1695).
- Joan Adolf, nascut i mort el 1633.
- Maria Elisabet (1634-1665), casada amb Lluís VI de Hessen-Darmstadt (1630-1678).
- Frederic (1635-1654).
- Hedwig Elionor (1636-1715), casada amb el rei Carles X Gustau de Suècia (1622-1660).
- Adolf August, nascut i mort el 1637.
- Joan Jordi (1638-1655).
- Anna Dorotea (1640-1713).
- Cristià Albert (1641-1695), casat amb Frederica Amàlia de Dinamarca (1649-1704).
- Gustau Ulric, nascut i mort el 1642.
- Cristina Sabina, nascuda i morta el 1644.
- August Frederico (1646-1705), casat amb Cristina de Saxònia-Weissenfels (1656-1698).
- Adolf, nascut i mort el 1647.
- Elisabet Sofia, nascuda i morta el 1647.
- Augusta Maria (1649-1728), casada amb Frederic VII de Baden-Durlach.